# Åbojen
Åbojen är ett naturreservat i Bodens kommun i Norrbottens län.
Området är naturskyddat sedan 2003 och är 0,9 kvadratkilometer stort. Reservatet omfattar toppen av berget Åbojen och dess branta östra sluttningar. Reservatet består av gammal tallskog med inslag av gamla aspar.